# Ivins
Ivins (en anglais [ˈaɪvɨnz]) est une ville américaine située dans le comté de Washington, dans l’État d’Utah. Elle comptait 6 750 habitants lors du recensement de 2010.

## Source
- (en) Cet article est partiellement ou en totalité issu de l’article de Wikipédia en anglais intitulé « Ivins, Utah » (voir la liste des auteurs).